# Physocyclus enaulus
Physocyclus enaulus är en spindelart som beskrevs av Crosby 1926. Physocyclus enaulus ingår i släktet Physocyclus och familjen dallerspindlar. Inga underarter finns listade i Catalogue of Life.